# セロ・バウル

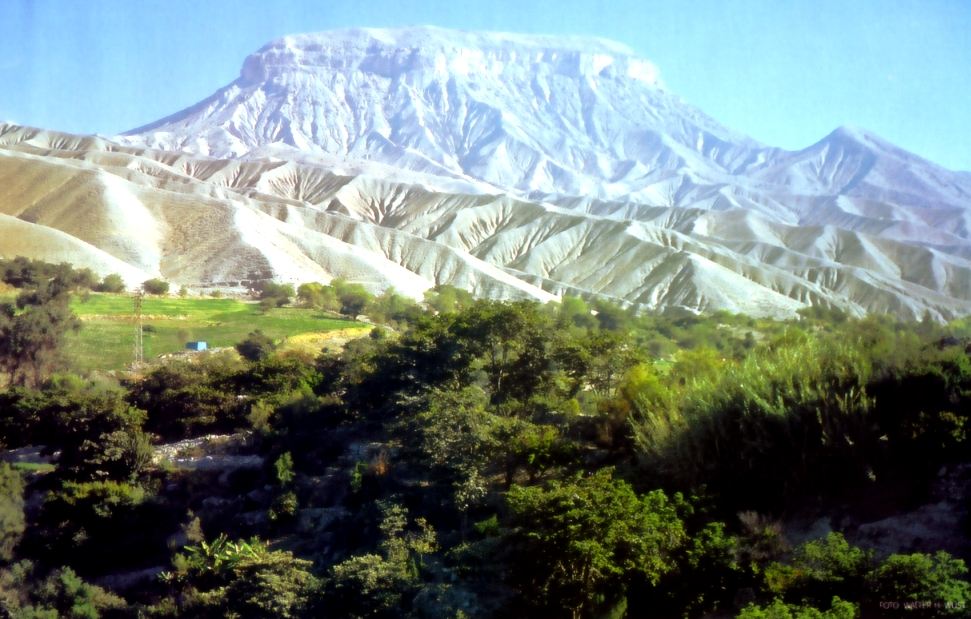
モケグアの谷から見たセロ・バウル

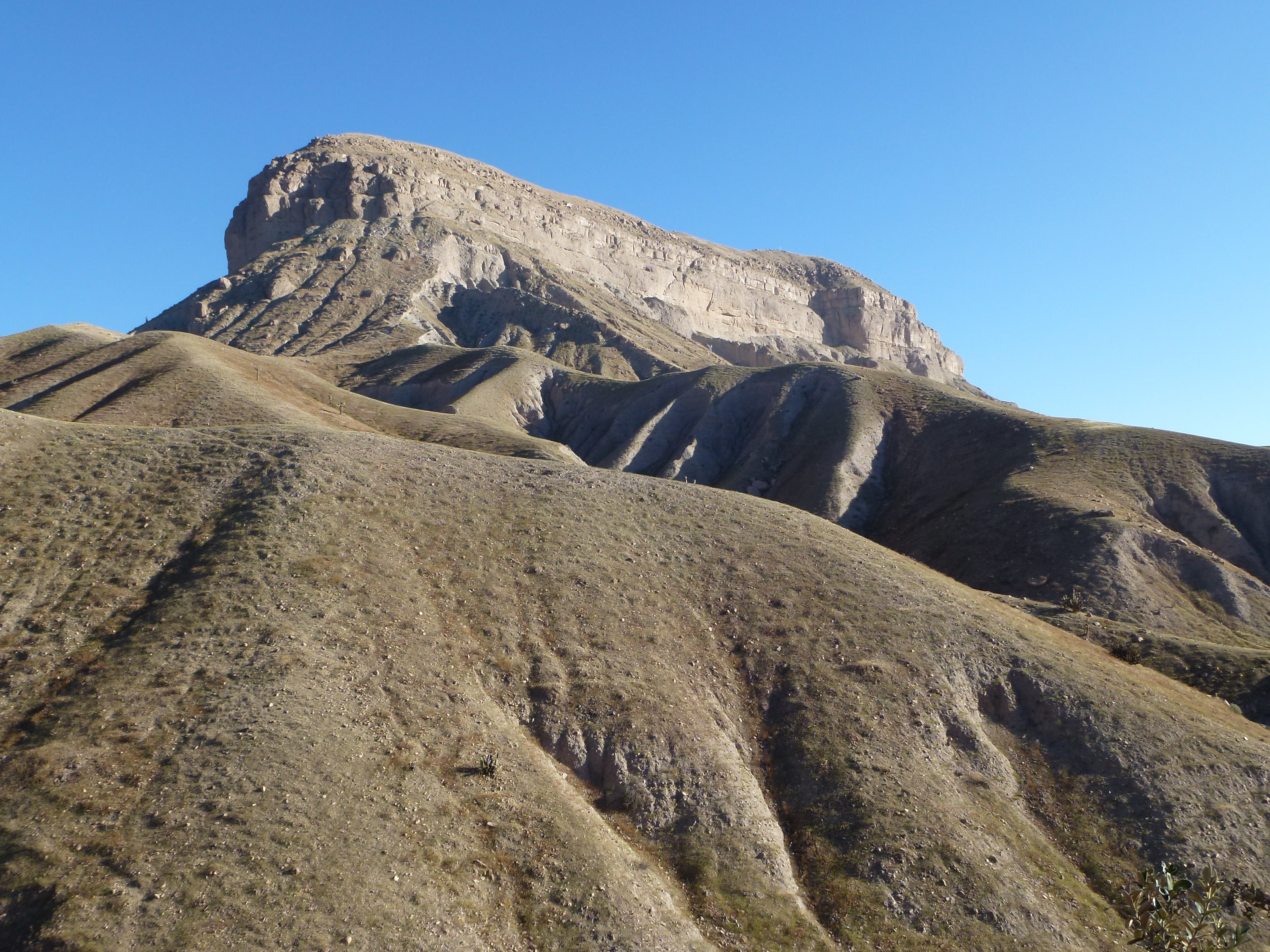
セロ・バウル

セロ・バウル（スペイン語: Cerro Baúl）とは、ペルー共和国モケグア県にある山である。
ボリビア＝ペルー国境の町デサグワデーロからモケグア市を経由してペルーの太平洋海岸の都市（ナスカやリマ）へ向かうバスからも概観を見ることができる。向かって右側に現れる頂上が平らな山である。この山の頂上にはワリ文化の遺跡がある。セロ・バウルとはトランクの山という意味で、この遺跡は頂上が平らな山の頂にある。
住居址や人工の水路や整備された耕作地などがある。